# 20483 Sinay
A 20483 Sinay (ideiglenes jelöléssel 1999 NK41) a Naprendszer kisbolygóövében található aszteroida. A LINEAR projekt keretében fedezték fel 1999. július 14-én.